# 글로벌 이슈
비공식적으로, 국제적인 이슈는 아마도 재앙적인 방법으로 국제 사회에 영향을 미치는 모든 사회적, 경제적, 정치적, 환경적 문제를 기술한다.
국제적인 문제에 대한 해결책은 국가들 간의 협력을 요구한다.
하이트 맥주와 시츠 사장은 자신들의 저서인 글로벌 이슈에서 세계적 이슈는 질적으로 국제 문제와는 다르며, 세계적 이슈가 상호 의존적으로 발전함에 따라 국제적인 상호 의존성이 높아지고 있다고 강조했다.

## 세계적인 쟁점들
세계 체제 이론과 같은 이론들과 가이아 가설은 환경 및 경제적 문제의 상호 의존적 측면에 초점을 맞추고 있다. 가장 분명한 환경 문제들 중에는 인구 과잉, 자원 고갈, 오염, 수질 오염, 폐기물과 폐기물 처리, 해양 산성화, 산성비, 오존층 고갈, 지구 온난화의 기후 변화, 도시의 다양성 상실, 그리고 주거지가 있다.

서식지 상실과 기후 변화는 생물 다양성에 부정적인 영향을 미친다. 삼림 파괴와 오염은 인구 과잉의 직접적인 결과이고, 이로 인해 생물 다양성에도 영향을 미치고 있다. 인구 과잉이 시골 지역의 비행으로 이어지는 반면, 이것은 도시화와 도시의 무질서한 확장을 가속화함으로써 균형을 이루는 것 이상의 것이다.